# The Incredible String Band
The Incredible String Band (někdy zkráceně ISB) byla britská psychedelicky folková skupina, kterou založili v roce 1966  v Edinburghu Clive Palmer, Robin Williamson a Mike Heron. Po Palmerově brzkém odchodu pokračovali Williamson a Heron jako duo a nakonec se k nim připojili další hudebníci, jako Licorice McKechnie, Rose Simpson a Malcolm Le Maistre. Kapela se rozpadla v roce 1974. Znovu se dala dohromady v roce 1999 a s obměňujícími se sestavami pokračovala v koncertování až do roku 2006.
Kapela si vybudovala značnou fanouškovskou základnu v britské kontrakultuře 60. let, zejména díky albům The 5000 Spirits or the Layers of the Onion (1967), The Hangman's Beautiful Daughter (1968) a Wee Tam and the Big Huge (1968). Stala se průkopníkem v oblasti psychedelického folku a prostřednictvím začlenění široké škály tradičních hudebních forem a nástrojů také v rozvoji world music.

## Diskografie
- The Incredible String Band (1966)
- The 5000 Spirits or the Layers of the Onion (1967)
- The Hangman's Beautiful Daughter (1968)
- Wee Tam and the Big Huge (1968)
- Changing Horses (1969)
- I Looked Up (1970)
- U (Dvoj album, 1970)
- Be Glad for the Song Has No Ending (1971)
- Relics (Kompilace, 1971)
- Liquid Acrobat as Regards the Air (1971)
- Earthspan (1972)
- No Ruinous Feud (1973)
- Hard Rope & Silken Twine (1974)
- Seasons They Change (Kompilace, 1976)
- BBC Radio 1 Live on Air (1991)
- BBC Radio 1 Live In Concert (1992)
- The Chelsea Sessions 1967 (1997)
- First Girl I Loved: Live in Canada 1972 (2001)
- Nebulous Nearnesses (2004)
- Across The Airwaves: BBC Radio Recordings 1969-74 (2007)